# 함부르거 반호프
함부르거 반호프는 독일 베를린의 모아비트 지구 인발리덴슈트라세에 있는 베를린-함부르크 철도의 이전 종착역으로, 샤리테 병원 맞은편에 있다. 현재는 베를린국립미술관 연합에 소속된 국립현대미술관으로 사용되고 있다.

## 구 철도역 시기

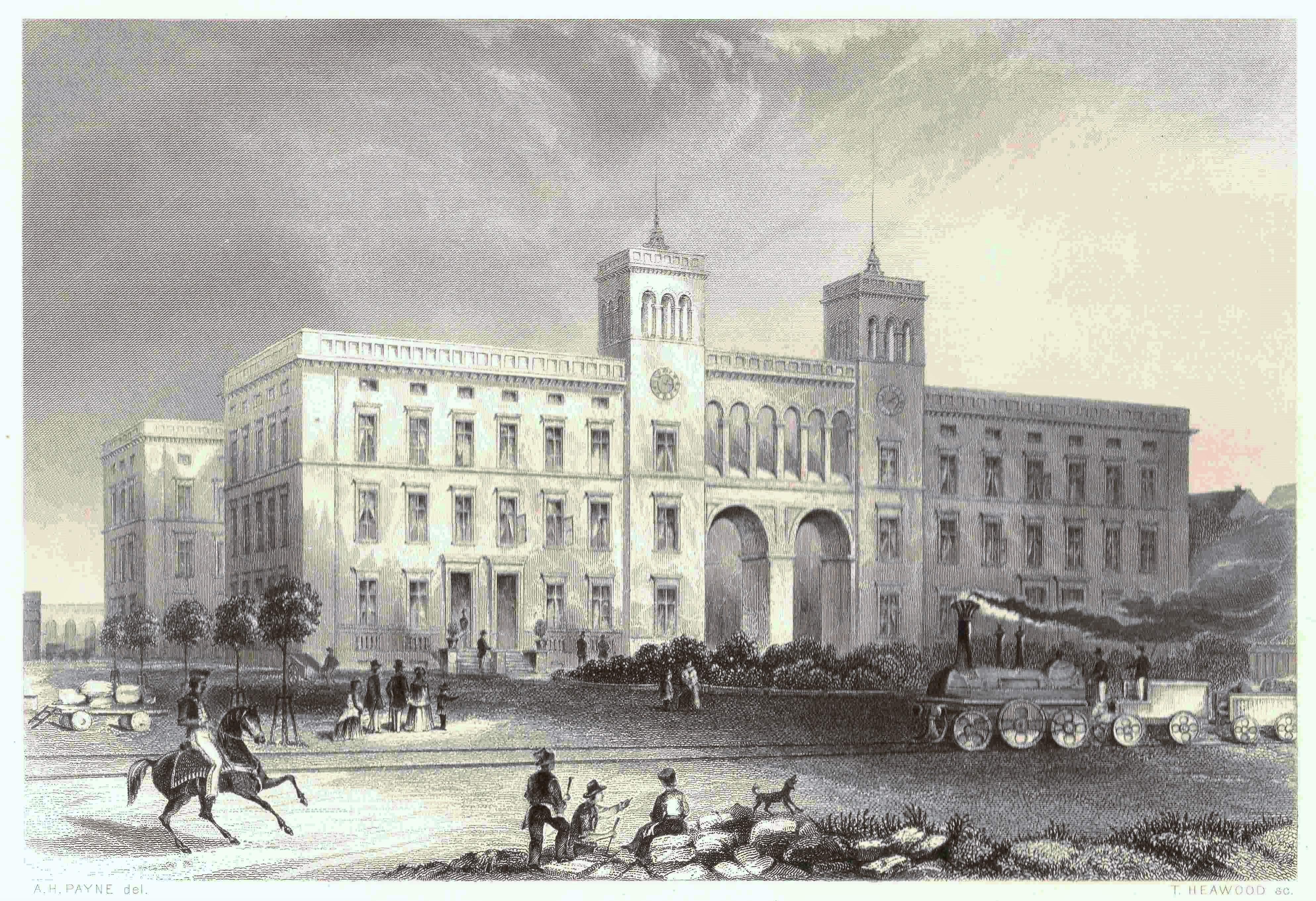
1850년 함부르거 반호프 전경

함부르거 반호프는 1846~47년 프리드리히 노이하우스의 계획에 따라 베를린-함부르크 철도의 출발역으로 건설되었다. 이 건물은 베를린에서 유일하게 남아있는 신고전주의 시대 후기의 철도역 건물이며, 독일에서 가장 오래된 역 건물 중 하나다.
1884년 베를린에서 북행 장거리 열차가 이 건물에서 남서쪽으로 400m 떨어진 레르터 반호프(현재의 베를린 중앙역)에서 출발하기 시작한 이후부터 함부르거 반호프는 철도역으로 사용되지 않았다. 원래 기차 차고지는 1880년대에 철거되었고, 이 건물은 사무실과 아파트 단지로 전환되었다.

## 철도박물관 전환
1906년 12월 14일, 구 철도역 건물은 새로운 왕립 건축 및 교통 박물관으로 전환돼 개관했다. 프로이센 국립 철도공사에 소속됐으며, 1920년 새로운 독일 전국 국립 철도인 독일국영철도에 통합되었다. 현재 건축물에서 과거 기차 차고지 역할을 하던 구역은 전시 목적으로 개조되었지만, 당시 건축 기술을 보여주기 위한 목적도 있다. 1918년 프로이센 군주제가 종식되면서 박물관 이름에서 '왕립'이 제거되었다. 이 박물관에 많은 사람들의 관심이 집중되면서, 1909~11년, 1914~16년에 걸쳐 본관의 좌우에 부속 건물을 지어 두 차례 확장했다. 1944년 제2차 세계대전 중 연합군의 폭격으로 박물관은 문을 닫았지만, 대부분의 소장품은 보존되었다.
전후 이 박물관은 베를린의 영국령 구역에 포함되었지만, 연합군과의 합의 하에 동독 독일국영철도에 소속되었으며 동독을 포함한 베를린 전역의 철도를 운영했다. 동독 독일국영철도의 경영진은 이로써 서베를린에 속하게 된 이 박물관을 재개관하는 데 큰 관심을 갖지 않았고 소장품에는 눈독을 들였으나, 서방 연합군은 동베를린으로 소장품이 반출되는 것을 허용하지 않았다. 1984년 동독 독일국영철도는 결국 박물관 건물과 소장품을 모두 서방 연합군에 이양했다. 이 소장품에는 여러 기관차 및 철도 차량을 포함해 당시의 산업 및 기술 발전 사례가 포함되어 있었으며, 당시 함부르거 반호프에서 전시되었던 많은 전시품은 독일 기술박물관의 전신이 되어 현재 이곳에 전시되어 있다. 1987년에는 비어 있는 공간들을 임시 전시회장으로 사용하기도 했다.

## 미술관 개관

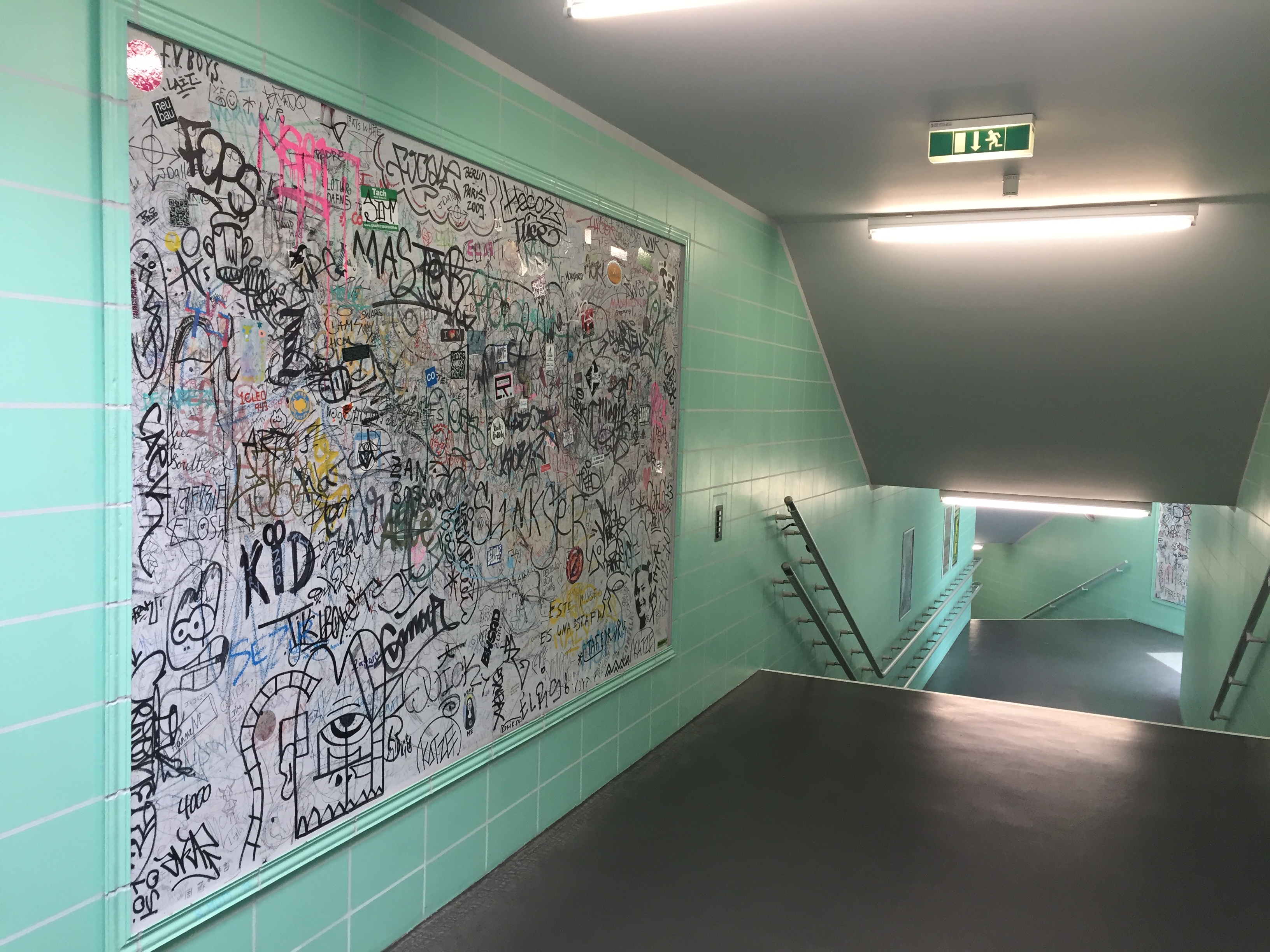
함부르거 반호프(Hamburger Bahnhof)에서 리크할렌(Rieckhallen)으로 가는 통로

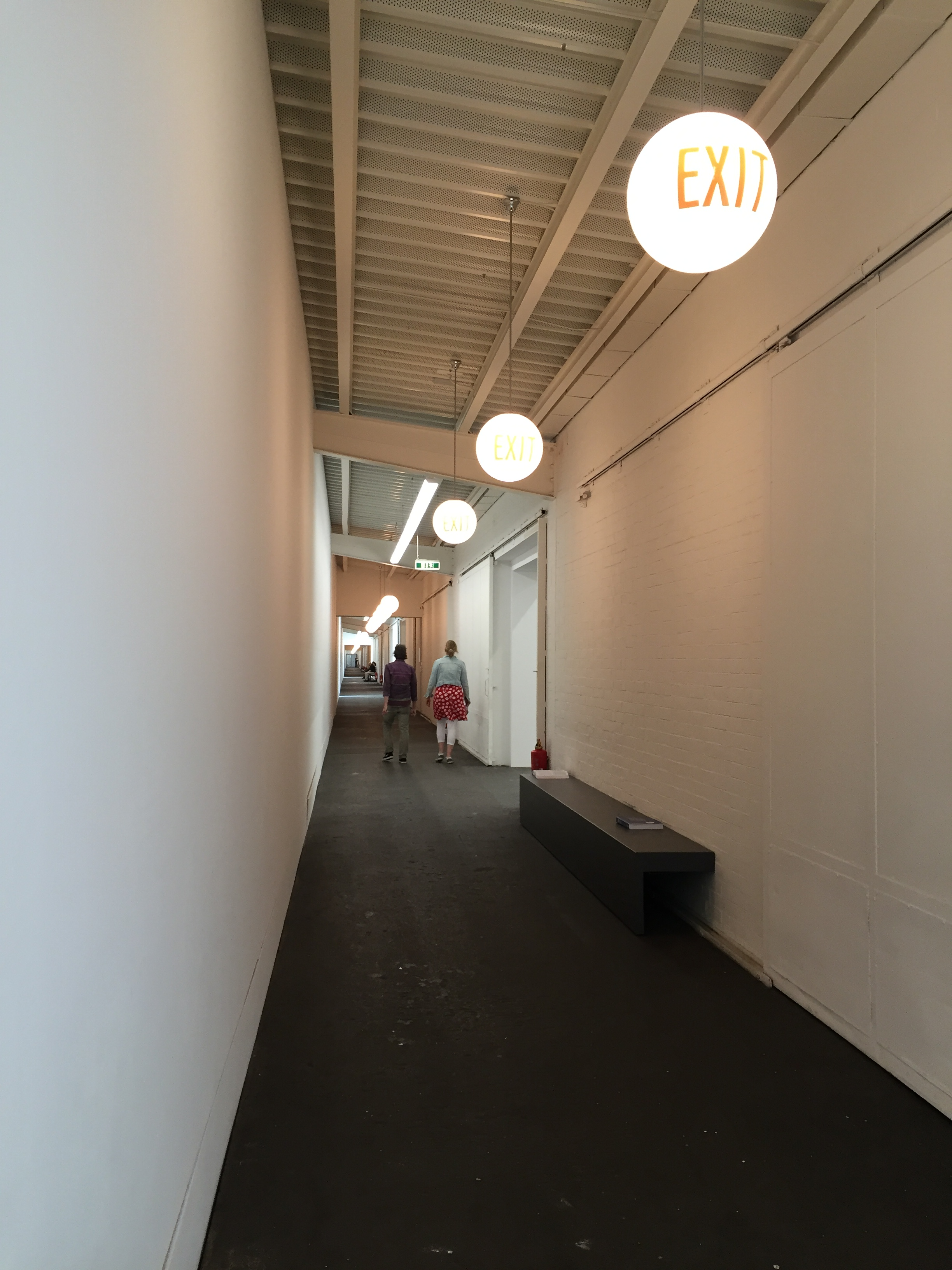
리크할렌으로 가는 통로

1980년대 중반, 베를린 사업가 에리히 마르크스는 자신의 현대미술 소장품을 베를린 시에 기증했다. 1987년 베를린 상원은 옛 철도역에 현대 미술관을 설립하기로 결정했다. 프로이센 문화유산재단은 이 미술관을 국립미술관의 산하로 두어 운영하기로 합의했다. 1989년 상원에서 철도역 개조를 위한 공모를 발표하였고, 건축가 요제프 파울 클레이우에스가 선정되었다.
1990년과 1996년 사이에 클레이우에스는 철도역 건물을 개조했으며, 이로써 1996년 11월 108,000 제곱피트 (10,000 m2) 규모의 미술관은 지그마르 폴케(Sigmar Polke)의 개인전과 함께 개관했다. 본 미술관은 근현대 미술을 비롯해 동시대 미술을 전시한다. 요제프 보이스, 안젤름 키퍼, 로버트 라우센버그, 사이 톰블리, 앤디 워홀 등 작가들의 작품을 포함한 마르크스 소장품에서 대여한 작품들이 상설 전시되었다. 1996년 미술관 개관 이래 형광 초록색, 노란색 조명으로 건물 창문과 석조 외관을 비추는 댄 플래빈(Dan Flavin)의 작품 〈무제(Untitled)〉(1996)가 설치되어 있다.

### 역대 관장
- 2001~2016: 오이겐 블루메
- 2016~2021: 가브리엘레 크냅슈타인
- 2022~현재: 샘 바더윌, 틸 펠라트

## 참조
- 베를린 국립박물관
- 프로이센 문화유산 재단

1. ↑  Anna Larkin (25 October 2022) In response to energy crisis, Berlin museum turns off its Dan Flavin neon for first time in 26 years The Art Newspaper.
2. ↑  Schmid, Rebecca (2018년 4월 24일). “In Berlin, Looking at a Familiar Art Collection With New Eyes”. 《New York Times》.
3. ↑  Vogel, Carol (1996년 11월 1일). “New Museum and an Art Fair”. 《New York Times》.